# Physoplexis comosa
Il raponzolo di roccia (nome scientifico Physoplexis comosa (L.) Schur, 1853) è una pianta erbacea perenne, ed è uno dei più caratteristici e rari fiori alpini che vegeta nelle zone di gran parte dell'arco alpino.  Appartiene alla famiglia delle Campanulaceae. È anche l'unica specie del genere Physoplexis Schur, 1853.

## Etimologia
Il nome generico (Physoplexis) deriva da due parole della lingua greca antica "physo o phusa o physa" ( = "vescica, gonfio, bolla")  e "plexis" ( = dai capelli lunghi, arruffato, trapuntato, intrecciato) e fa riferimento alla forma dell'infiorescenza. Il nome comune (raponzolo) deriva dalla forma della radice, simile ad una piccola rapa; spesso è chiamato in tedesco "artiglio del diavolo", a causa della sua forma ad artiglio.

Il binomio scientifico della pianta è stato proposto inizialmente con il nome di Phyteuma comosum da Carl von Linné (1707 – 1778) biologo e scrittore svedese, considerato il padre della moderna classificazione scientifica degli organismi viventi, nella pubblicazione "Species Plantarum", perfezionato successivamente con la denominazione attuale dal farmacista e botanico austro-germanico Philipp Johann Ferdinand Schur (1799-1878) nella pubblicazione "Verhandlungen und Mittheilungen (Mitteilungen) des Siebenbürgischen Vereins für Naturwissenschaften zu Hermannstadt. Hermannstadt. - iv. (1853) 47" del 1853. Il nome scientifico del genere è stato definito nella stessa pubblicazione e dallo stesso autore sempre nel 1853.

## Descrizione

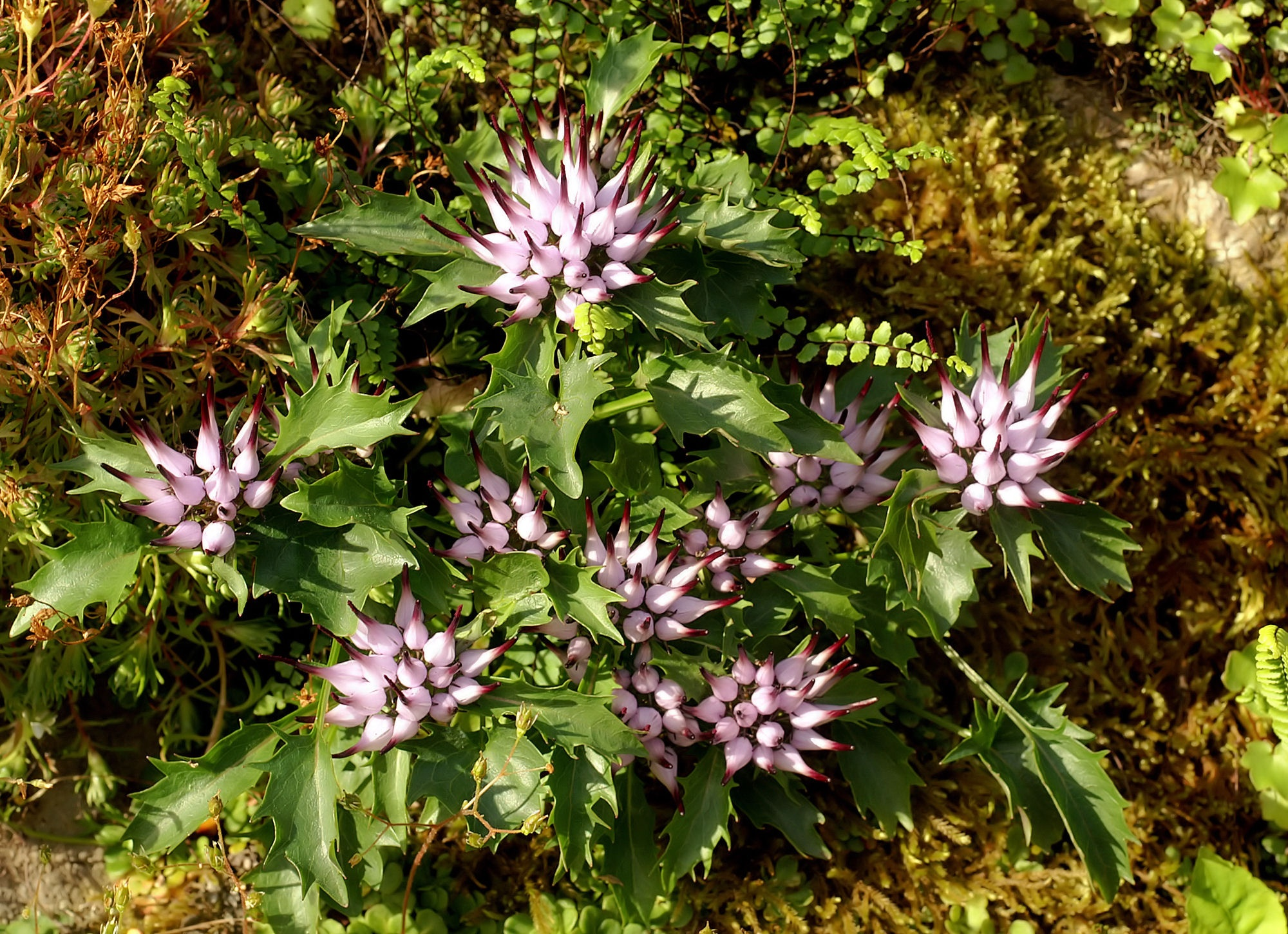
Il portamento

Queste piante arrivano al massimo ad una altezza di 5-20 cm. La forma biologica è emicriptofita scaposa (H scap), ossia in generale sono piante erbacee, a ciclo biologico perenne, con gemme svernanti al livello del suolo e protette dalla lettiera o dalla neve e sono dotate di un asse fiorale eretto e spesso privo di foglie. Queste piante contengono lattice.

### Radici
Le radici sono del tipo a fittone.

### Fusto
La parte aerea del fusto è debole, striata e di colore violaceo. Il portamento in genere è pendente.

### Foglie

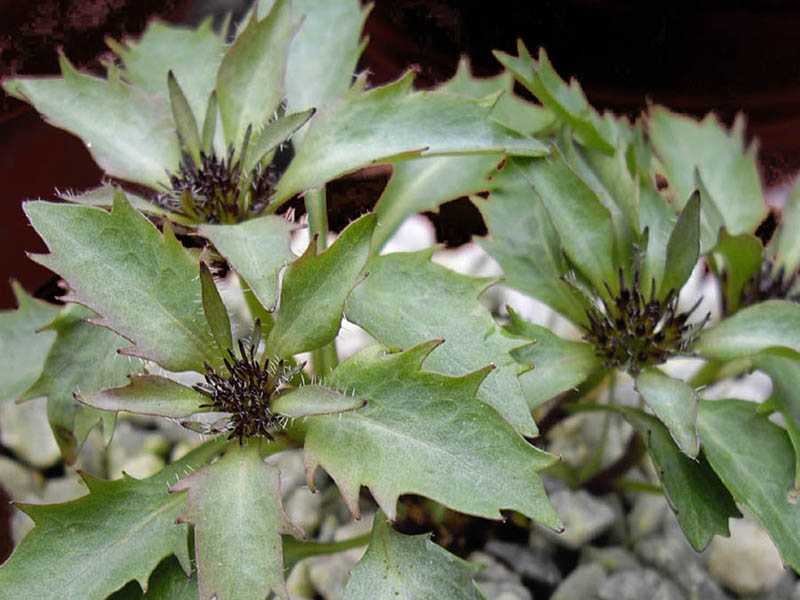
Le foglie

Le foglie sono glauche e lucide sulla superficie superiore. Si dividono in foglie basali e foglie cauline. Quelle basali hanno la lamina da orbicolare a ovale; i bordi sono grossolanamente dentati e cigliati; sono picciolate (il picciolo è flessuoso ed è lungo 3 - 5 volte la lamina). Le foglie cauline hanno delle forme oblanceolato-spatolate, i bordi sono dentati; quelle superiori (vicine all'infiorescenza) sono ravvicinate, con forme ellittiche oppure sono bratteiformi. Diametro delle foglie basali: 1-3 cm.

### Infiorescenza

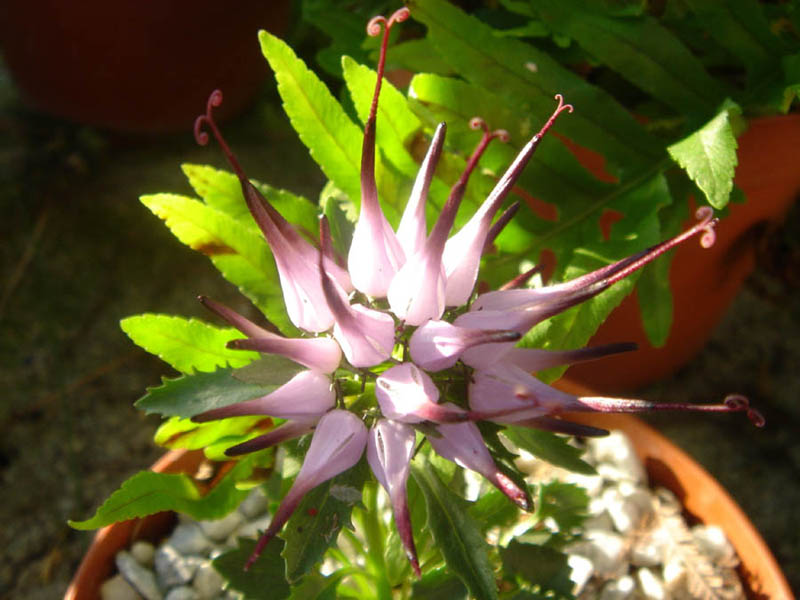
L'infiorescenza

Le infiorescenze sono formate da un unico "capolino" con diversi fiori. Diametro del "capolino": 3-7 cm. I fiori sono in numero di 15 - 30. 

### Fiore
I fiori sono peduncolati e tetra-ciclici, ossia sono presenti 4 verticilli: calice – corolla – androceo – gineceo (in questo caso il perianzio è ben distinto tra calice e corolla) e pentameri (ogni verticillo ha 5 elementi). I fiori sono gamopetali, ermafroditi e attinomorfi. Lunghezza del fiore: 12-22 mm. Lunghezza del peduncolo: 2 mm.
- Formula fiorale: per questa pianta viene indicata la seguente formula fiorale:

K (5), C (5), A (5), G (2-5), infero, capsula
- Calice: il calice è conico con un tubo lungo 4 mm e con delle lacinie riflesse a forma lineare.
- Corolla: la corolla di tipo tubulare è formata da un breve tubo e delle lunghe lacinie saldate fra loro all'apice; è incurvata e verso l'apice è assottigliata. Il colore è viola-pallido più scuro all'estremità distale. Lunghezza della corolla: 1,5-2 cm.
- Androceo: gli stami sono 5 con antere libere (ossia saldate solamente alla base) e filamenti sottili ma membranosi alla base. Il polline è 4-porato e spinuloso.
- Gineceo: lo stilo è unico con 2-3 stigmi avvolti a spirale. L'ovario è infero, 2-loculare con placentazione assile (centrale), formato da 3 carpelli (ovario sincarpico). Lo stilo, molto sporgente dalla corolla e di colore violetto, possiede dei peli per raccogliere il polline. Lunghezza dello stilo: oltre 1 cm. Lunghezza degli stigmi: 5 mm.
- Fioritura: da luglio ad agosto.

### Frutti
I frutti sono delle capsule poricide 3-loculari; la deiscenza avviene tramite 2 - 3 pori situati nella parte laterale. I semi sono molto minuti.

## Riproduzione
- Impollinazione: l'impollinazione avviene tramite insetti (impollinazione entomogama con api e farfalle anche notturne). In queste piante è presente un particolare meccanismo a "pistone": le antere formano un tubo nel quale viene rilasciato il polline raccolto successivamente dai peli dallo stilo che nel frattempo si accresce e porta il polline verso l'esterno.[13]
- Riproduzione: la fecondazione avviene fondamentalmente tramite l'impollinazione dei fiori (vedi sopra).
- Dispersione: i semi cadendo a terra (dopo essere stati trasportati per alcuni metri dal vento, essendo molto minuti e leggeri – disseminazione anemocora) sono successivamente dispersi soprattutto da insetti tipo formiche (disseminazione mirmecoria).

## Distribuzione e habitat

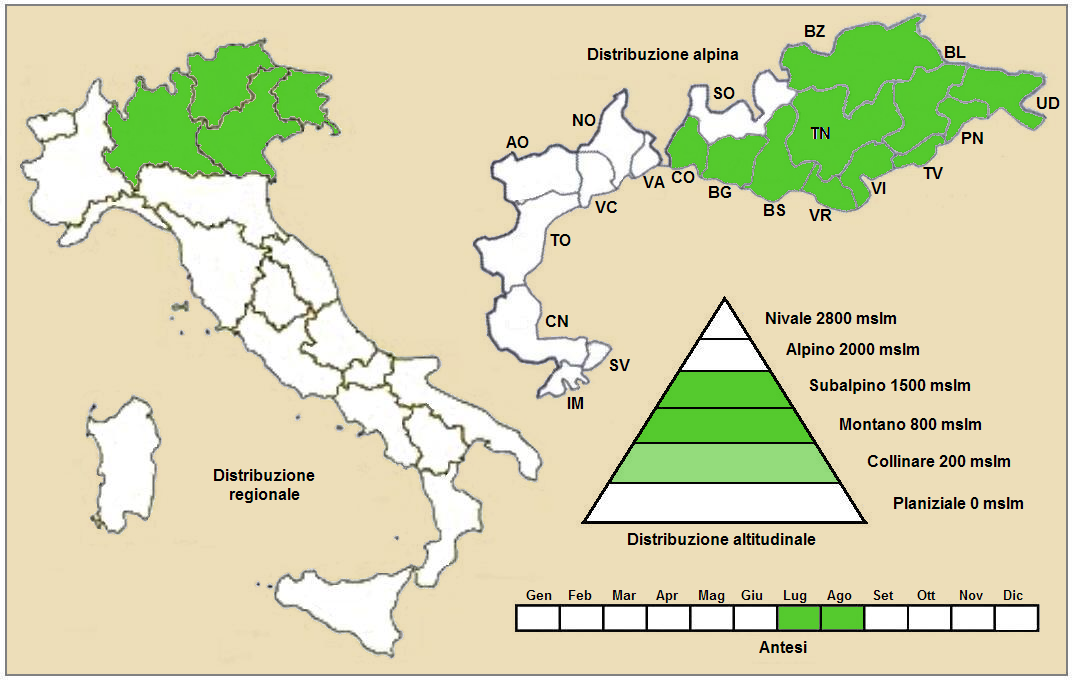
Distribuzione della pianta
(Distribuzione regionale – Distribuzione alpina)

- Geoelemento: il tipo corologico (area di origine) è Endemico - Alpico.
- Distribuzione: in Italia si trova solamente nelle Alpi Centro-orientali. Fuori dall'Italia, sempre nelle Alpi, questa specie si trova in Carinzia  (Austria) e in Slovenia.[8]
- Habitat: l'habitat tipico per questa pianta sono le fessure umide ed ombrose delle rupi calcaree. Il substrato preferito è calcareo con pH basico, bassi valori nutrizionali del terreno che deve essere mediamente umido.[8]
- Distribuzione altitudinale: sui rilievi queste piante si possono trovare da 300 fino a 2000 m s.l.m.; frequentano quindi i seguenti piani vegetazionali: montano, subalpino e in parte quello collinare.

### Fitosociologia
Dal punto di vista fitosociologico Physoplexis comosa appartiene alla seguente comunità vegetale:
Formazione: delle comunità delle fessure, delle rupi e dei ghiaioni
Classe: Asplenietea trichomanis
Ordine: Potentilletalia caulescentis
Alleanza: Potentillion caulescentis
Associazione: Physoplexido comosae - Potentillenion caulescentis

## Tassonomia
La famiglia di appartenenza della Physoplexis comosa (Campanulaceae) è relativamente numerosa con 89 generi per oltre 2000 specie (sul territorio italiano si contano una dozzina di generi per un totale di circa 100 specie); comprende erbacee ma anche arbusti, distribuiti in tutto il mondo, ma soprattutto nelle zone temperate. Il genere di questa voce appartiene alla sottofamiglia Campanuloideae (una delle cinque sottofamiglie nella quale è stata suddivisa la famiglia Campanulaceae) ed è monospecifico. 

Il Sistema Cronquist assegna al genere Physoplexis la famiglia delle Campanulaceae e l'ordine delle Campanulales mentre la moderna classificazione APG la colloca nell'ordine delle Asterales (stessa famiglia). Sempre in base alla classificazione APG sono cambiati anche i livelli superiori (vedi tabella all'inizio a destra).

Il basionimo per questa specie è: Phyteuma comosum L., 1753.

Il numero cromosomico di Physoplexis comosa è: 2n = 34, 68.

### Filogenesi

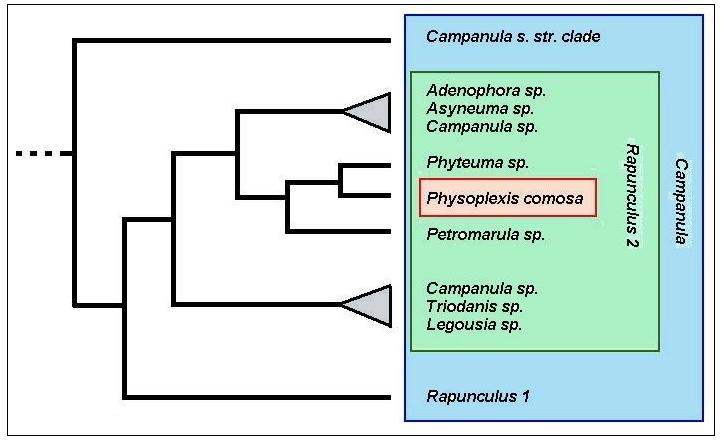
Cladogramma del genere

In base agli ultimi studi di tipo filogenetico sul DNA del cloroplasto e del nucleo, questa pianta risulta nidificata all'interno del genere Campanula. Il genere Campanula è suddiviso in due cladi: Campanula s.s. clade (distribuzione principale: Nord Africa, Europa e Macaronesia) e Rapunculus clade (distribuzione principale: Nord America, Mediterraneo e Est asiatico) all'interno del quale sono annidati altri due sub-cladi (Rapunculus 1 e Rapunculus 2). Physoplexis si trova all'interno del Rapunculus clade (Rapunculus 2) insieme ad altri generi quali Asyneuma, Phyteuma, Legousia e altri; in particolare il genere Phyteuma risulta “gruppo fratello” del genere di questa voce. Questo collegamento è anche confermato dalla morfologia molto simile dell'infiorescenza.  Il cladogramma a lato tratto dallo studio citato e semplificato dimostra l'attuale posizione filogenetica del genere Physoplexis.

### Sinonimi
Questa entità ha avuto nel tempo diverse nomenclature. L'elenco seguente indica alcuni tra i sinonimi più frequenti:
- Phyteuma comosum L., 1753
- Phyteuma comosum var. pubescens Facchini ex Murr
- Rapunculus comosus  (L.) Mill.
- Schellanderia carinthiaca  Francisci
- Syntoma comosum (L.) Dalla Torre & Sarnth.
- Syntoma comosum var. pubescens  (Facchini ex Murr) Dalla Torre & Sarnth.

## Altre notizie
Il raponzolo chiomoso in altre lingue è chiamato nei seguenti modi:
- (DE)  Schopfrapunzel
- (FR)  Physoplexis chevelue